# Papa Dee
Papa Dee, artistnamn för David Christopher Daniel Wahlgren, född 13 juli 1966 i Göteborg, är en svensk reggaesångare och DJ inom främst subgenrerna ragga och dancehall. Han är även en före detta röstskådespelare och har bland annat gjort rösten som draken Mushu i Mulan och Dr. Ted i Snow Dogs.

## Biografi
Papa Dee gjorde sina första liveframträdanden i mitten av 1980-talet som toastare i Göteborgsbandet Sockerbeat och dess efterföljare Beat About the Bush, bland annat på deras singel Galloping Gourmet/Undo 1986. Redan tidigare hade han DJ-at och toastat på flera av de årliga "Bob Marley Tribute"-spelningar/sound systems som reggaeprofilen Ras Jhoe brukade arrangera i Göteborg. 
Major label-debuten skedde 1988 med singeln Funky Raggamuffin/Let the Music Play, en blandning av dancehall och hiphop utgiven på Telegram Records Stockholm, producerat av Magnus Frykberg. Han blev samtidigt medlem i gruppen Stonefunkers, där han under några år var rappare.
Efter några singlar i samarbete med Rob'n'Raz så valde han att åter bli soloartist. Han fick sitt genombrott 1990 när han släppte skivan Lettin' Off Steam, till största delen en hiphop- och dancehallskiva producerad av Bomkrash. Den följande One Step Ahead hade även med starka element av soul och reggae, en nyhet var också att han sjöng blandat med rappandet. Original Master, som kom 1994, producerad av Denniz Pop och Cheirongänget var ytterligare ett stilmässigt steg där eurodisco och dansmusik blandades till de tidigare stilarna. På skivan fanns covern The First Cut Is the Deepest vilken till dags dato varit hans kommersiellt mest framgångsrika låt med en femteplats på försäljningslistan.
Under senare 1990- och 2000-talet har han gett ut flera album, ofta i samarbete med Desmond Foster. Han är också en del av det amerikanska musikkollektivet Brooklyn Funk Essentials.
Han har sjungit på andra artisters album, exempelvis på Leftfields album Leftism från 1995, där han gör "ad-libs" på låten "Release the pressure".
Från januari 2000 till 2008 var han programledare för radioprogrammet P3 Rytm i Sveriges Radio P3.
I Melodifestivalen 2005 ställde Papa Dee upp med låten My No 1.
Under våren 2008 ledde han programmet Papa's kappsäck på SVT där han åkte runt världen och träffade musiker och spelade med dem.
Han är sångare och toastmaster i bandet Ringo Franco, som förutom Papa Dee består av Pontus Snibb (ersatt Conny Bloom), Surjo Benigh och Hubbe8Ball.
31 maj 2017 vann han tillsammans med lokala musiker den östgötska uttagningen i Sveriges Radio P4-tävlingen P4 Nästa med låten Någon Som Dig. Den gick inte vidare till finalen.

## Åtal
Den 13 september 2008 häktades Daniel Wahlgren misstänkt för grov misshandel av sin dåvarande hustru Andrea Wahlgren.
Den 20 oktober samma år dömde en delad tingsrätt honom till 70 dagsböter à 120 kronor vardera för ringa misshandel av sin hustru genom att knuffa henne in i en vägg. Två av rättens fyra ledamöter, ordföranden, rådmannen Göran Nilsson och en av de tre nämndemännen, var skiljaktiga och ansåg att åtalet var styrkt i sin helhet och att han därför borde dömas för misshandel av normalgraden.
Eftersom det var två mot två vann de som röstade för det mildare utfallet. Domen överklagades till Svea hovrätt av både åklagaren och Daniel Wahlgren.
I oktober 2009 fastställde en enhällig Svea hovrätt tingsrättens dom.
Andrea Wahlgren vidhöll Daniels oskuld genomgående.

## Diskografi

### Album[11]
- 1990 – Lettin' Off Steam
- 1992 – One Step Ahead
- 1994 – Original Master
- 1996 – The Journey
- 1998 – Island Rock
- 2001 – The Man Who Couldn't Say No
- 2004 – Live It Up!
- 2008 – A Little Way Different
- 2012 – Fall From Grace
- 2019 – Papa Dee Meets The Jamaican Giants vs Internal Dread In Dub
- 2019 – Papa Dee Meets First Light - Showcase LP Vol 1